# Toxopoda au
Toxopoda au är en tvåvingeart som beskrevs av Ozerov 1998. Toxopoda au ingår i släktet Toxopoda och familjen svängflugor. Inga underarter finns listade i Catalogue of Life.